# 李治国
李治国（？—？），山东歷城縣（今濟南市）人，清朝政治人物。

## 生平
康熙五十七年（1718年）戊戌科進士。雍正六年（1728年）接替潘体丰任漳州府知府一职，雍正七年（1729年）由杨一正接任。